# Berliner Börsen-Zeitung
Il Berliner Börsen-Zeitung è stato un giornale economico e finanziario tedesco della metà del XIX secolo.

## Storia
Venne fondato, con il nome di Börsen-Zeitung, per aiutare a "rilanciare e promuovere il mercato azionario", l'11 febbraio 1852 a Francoforte sul Meno, come scritto nell'editoriale del primo numero.
Il giornale copriva le notizie sui valori dei titoli di borsa. L'unione bancaria di Francoforte, fino ad allora focalizzata sulla gestione e liquidazione di titoli, e le famiglie Lehmann e Keppler, decisero di fondare un quotidiano. Il suo direttore, di grande esperienza, Hermann Killisch von Horn, era ben noto negli ambienti finanziari ed aveva una bella casa, costruita a Berlino nel 1868.
La creazione del giornale coincise con la fondazione di diverse banche, la Bank für Handel und Industrie nel 1853, a Darmstadt, di Gustav Mevissen e Abraham Oppenheim, e la Berliner Handelsgesellschaft, con la partecipazione di Mendelssohn & Co e Bleichröder  .
Il banchiere Gerson von Bleichröder, vicino al cancelliere Bismarck, divenne allo stesso tempo l'ispiratore e l'informatore del Berliner Bôrsen-Zeitung (1855-1944) , che divenne il grande organo finanziario tedesco. Il successo del giornale promosse l'ampliamento del servizio di informazione economica e finanziaria Wolffs Telegraphisches Bureau.